# (2548) Leloir
(2548) Leloir (1975 DA) – planetoida z pasa głównego asteroid okrążająca Słońce w ciągu 4,27 lat w średniej odległości 2,63 j.a. Odkryta 16 lutego 1975 roku.